# Metopolophium lacheni
Metopolophium lacheni är en insektsart. Metopolophium lacheni ingår i släktet Metopolophium och familjen långrörsbladlöss. Inga underarter finns listade i Catalogue of Life.